# Роберто Аґірре-Сакаса
Роберто Агірре-Сакаса (англ. Roberto Aguirre-Sacasa, 1973) — це нікарагуансько-американський драматург, сценарист серіалів та коміксів, найбільш відомий за його роботу для Marvel Comics і для телесеріалу Хор, Велике кохання, Рівердейл і Моторошні пригоди Сабріна. Він головний креативний директор у видавництві Archie Comics.

## Раннє життя
Роберто Агірре-Сакаса виріс у Вашингтоні, округ Колумбія, син нікарагуанського дипломата, міністра закордонних справ Франсиско Хав'єра Агірре Сакаса. Він відвідував підготовчу школу Джорджтаун в Північному Бетесде, штат Меріленд, потім Джорджтаунському університеті, де він вивчав драматургію під керівництвом Донн Б. Мерфі. Пізніше він отримав ступінь магістра в галузі англійської літератури з Університету Макгілла, і закінчив Єльську школу драми в 2003 році.
Хоча він написав кілька п'єс в школі, то після коледжу, працюючи як публіцист в театрі Шекспіра, що він мав можливість відвідати тижневий семінар з драматургії Паула Фогель в її 1998-99 ординатурі на арені сцені у Вашингтоні, округ Колумбія, Фогель запросив районі театрів, щоб відправити їх "житель драматургів" і директор компанії Майкл Кан відправив Агірре-Сакаса. Вона розповіла йому про те, що писати п'єси і тому він став застосовувати в магістратурі в драматургії.
Ранні п'єси у свій перший рік в Єльському університеті включає Say You Love Satan, "романтична комедія пародія на фільми Омена", і в The Muckle Man, "серйозна сімейна драма з надприродним підтекстом"; хороші відгуки про літніх виставах тих, хто допоміг йому отримати професійний агент. Магія, тлумачення "Буря" Шекспіра, де Калібан тікає від Просперо острів і опиняється в місті, був проведений в Єльському університеті під час свого останнього року є.

## Праці

### Комікси
- Marvel Knights 4 #1–27 (квітень 2004 – квітень 2006), продовжено як Four #28–30 (травень 2006 – липень 2006)
- Nightcrawler  #1–12 (листопад 2004 – січень 2006)
- The Sensational Spider-Man vol. 2, #23–40 (липень 2006 – жовтень 2007)
- Dead of Night featuring Man-Thing #1, 4 (квітень та липень 2008)
- Secret Invasion: Fantastic Four #1–3 (липень–вересень 2008)
- Angel: Revelations #1–5 (липень–листопад 2008)
- The Stand: Captain Trips #1–5 (початок грудня 2008 – березень 2009)
- The Stand: American Nightmares #1–5 (травень–жовтень 2009)
- Marvel Divas #1–4 (вересень–грудень 2009)
- The Stand: Soul Survivors  #1–5 (грудень 2009 – травень 2010)
- The Stand: Hardcases #1–5 (серпень 2010 – січень 2011)
- Loki vol. 2, #1–4 (міні-серія з чотирьох випусків) (грудень 2010 - травень 2011)
- The Stand: No Man's land #1–5 (квітень–серпень 2011)
- The Stand: The Night Has Come #1–6 (Oct. 2011 – березень 2012)
- Archie Meets Glee #641-644 (березень 2013 - червень 2013)
- Afterlife with Archie #1 - тепер (жовтень 2013–тепер)
- Chilling Adventures of Sabrina #1 - тепер (жовтень 2014–тепер)

### Опубліковані п'єси
- The Mystery Plays, Dramatists Play Service, 2005, ISBN 978-0-8222-2038-1
- Say You Love Satan, Dramatists Play Service, 2005, ISBN 978-0-8222-2039-8
- Based on a Totally True Story, Dramatists Play Service, 2008, ISBN 978-0-8222-2224-8
- Dark Matters, Dramatists Play Service, 2009, ISBN 978-0-8222-2218-7
- Good Boys and True, Dramatists Play Service, 2009, ISBN 978-0-8222-2318-4
- King of Shadows, Dramatists Play Service, 2009, ISBN 978-0-8222-2356-6
- The Muckle Man, Dramatists Play Service, 2009, ISBN 978-0-8222-2333-7
- Rough Magic, Dramatists Play Service, 2009, ISBN 978-0-8222-2332-0
- The Velvet Sky, Dramatists Play Service, 2009, ISBN 978-0-8222-2331-3
- The Weird : a collection of short horror and pulp plays, Dramatists Play Service, 2008, ISBN 978-0-8222-2255-2

### Телебачення
- Велике кохання (2009, власкор; 2010, Історія редактора; 2011, співпродюсер)
- Хор (2011-2014, власкор, со-продюсер)
- Супердівчина (2015-2016, письменником, продюсер-супервайзер)
- Рівердейл (2017–т. ч., розробник, шоуранер, сценарист, виконавчий продюсер)
- Моторошні пригоди Сабріни (2018––т. ч., розробник, шоуранер, сценарист, виконавчий продюсер)
- Кеті Кіні (2020, співавтор-розробник, з-шоуранер, сценарист, виконавчий продюсер)

### Фільми
- Керрі - жовтень 2013 року
- Місто, яке померло заходу сонця[en] - 2014 рік